# Forcipomyia novaeteutoniae
Forcipomyia novaeteutoniae är en tvåvingeart som beskrevs av Clastrier och Wirth 1995. Forcipomyia novaeteutoniae ingår i släktet Forcipomyia och familjen svidknott. Inga underarter finns listade i Catalogue of Life.